# Djungelboken
För andra betydelser, se Djungelboken (olika betydelser).
Djungelboken (originaltitel: The Jungle Book) är en novellsamling av Rudyard Kipling. Djungelboken utkom första gången 1894, och en andra volym – Andra djungelboken (The Second Jungle Book) – utkom året efter. Båda volymerna översattes 1896 till svenska av Hanny Flygare.

## Innehåll

### Handling
Berättelserna i Djungelboken utspelar sig i Indiens djungel. Flera av berättelserna i böckerna handlar om den föräldralöse "människovalpen" Mowgli vars föräldrar tigern Shere Khan försökt döda. En flock vargar hittar Mowgli och adopterar honom. Björnen Baloo lär honom allt han behöver veta om djungeln och dess invånare. Mowgli blir även vän med pantern Bagheera, elefanten Hathi som leder elefanthjorden, pytonormen Kaa, vargen Gråbroder och många fler.

### Berättelser

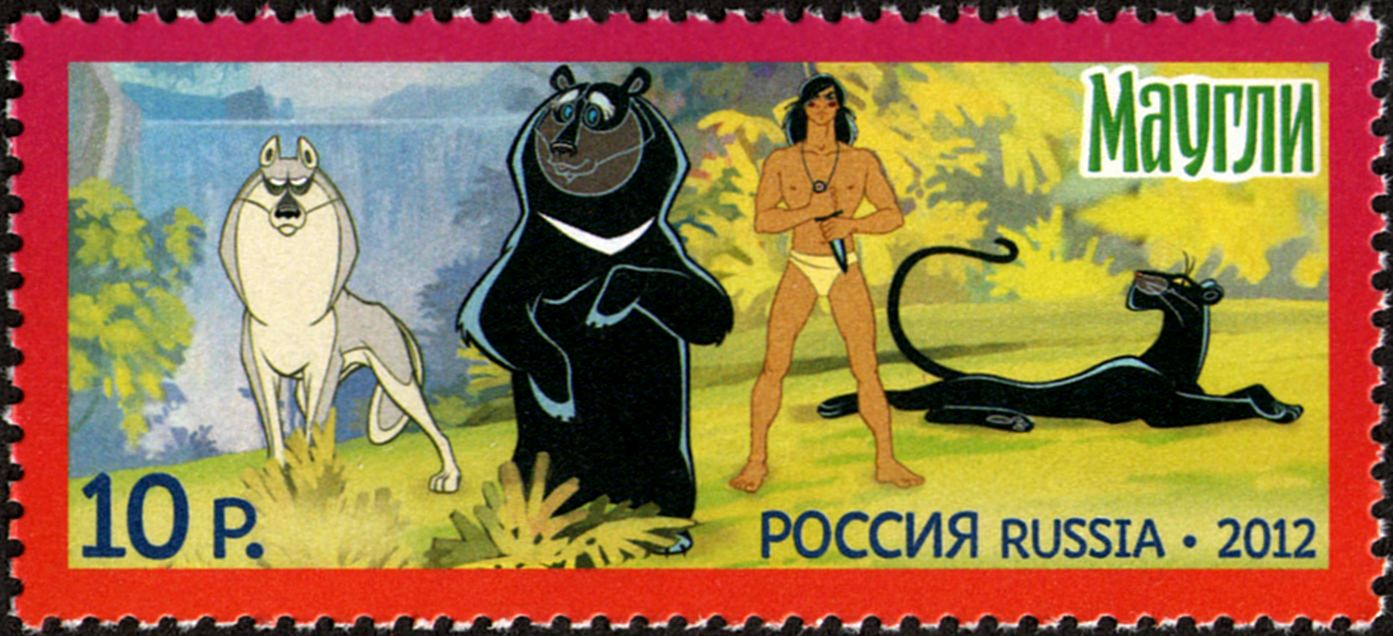
Ryskt frimärke från år 2012

- "Mowglis bröder"
- "Seeoneerflockens jaktsång"
- "Kaas jakt"
- "Bandarlogs vandringslåt"
- "Tiger-Tiger"
- "Mowglis sång"
- "Den vita sälen"
- "Lukannon"
- "'Rikki-Tikki-Tavi'"
- "Darzees lovsång"
- "Toomai vid elefanterna"
- "Shiv och gräshoppan"
- "I drottningens tjänst"
- "Stridsdjurens paradsång"

## Filmatiseringar i urval
Det har gjorts flera filmatiseringar av Djungelboken. 
- 1937 - Elefantpojken, baserad på novellen "Toomai vid elefanterna". Sabu Dastagir spelar huvudrollen Toomai.
- 1942 – Djungelboken med Sabu Dastagir i huvudrollen som Mowgli.
- 1967 – Djungelboken, animerad disneyklassiker

- 1973 - Mowglis Äventyr (originaltitel: Маугли "Maugli"), sovjetisk animerad film.
- 1975 - Rikki-Tikki-Tavi, animerad kortfilm av Chuck Jones.
- 1975 - Den Vita Sälen, animerad kortfilm av Chuck Jones.
- 1976 - Mowglis Bröder, animerad kortfilm av Chuck Jones.
- 1994 – Djungelboken, med Jason Scott Lee i huvudrollen som Mowgli.
- 2016 – Djungelboken, nyinspelning av den animerade filmen från 1967.
- 2018 – Mowgli: Legend of the Jungle, med Rohan Chand i huvudrollen som Mowgli.

### TV-serier
- 1989 - Djungelboken (originaltitel: ジャングルブック　少年モーグリ "Janguru Bukku Shōnen Mōguri"), japansk animerad serie.
- 2010 - Djungelboken, indisk, tysk, fransk 3D animerad serie.